# St. Johannes Baptist (Gimborn)

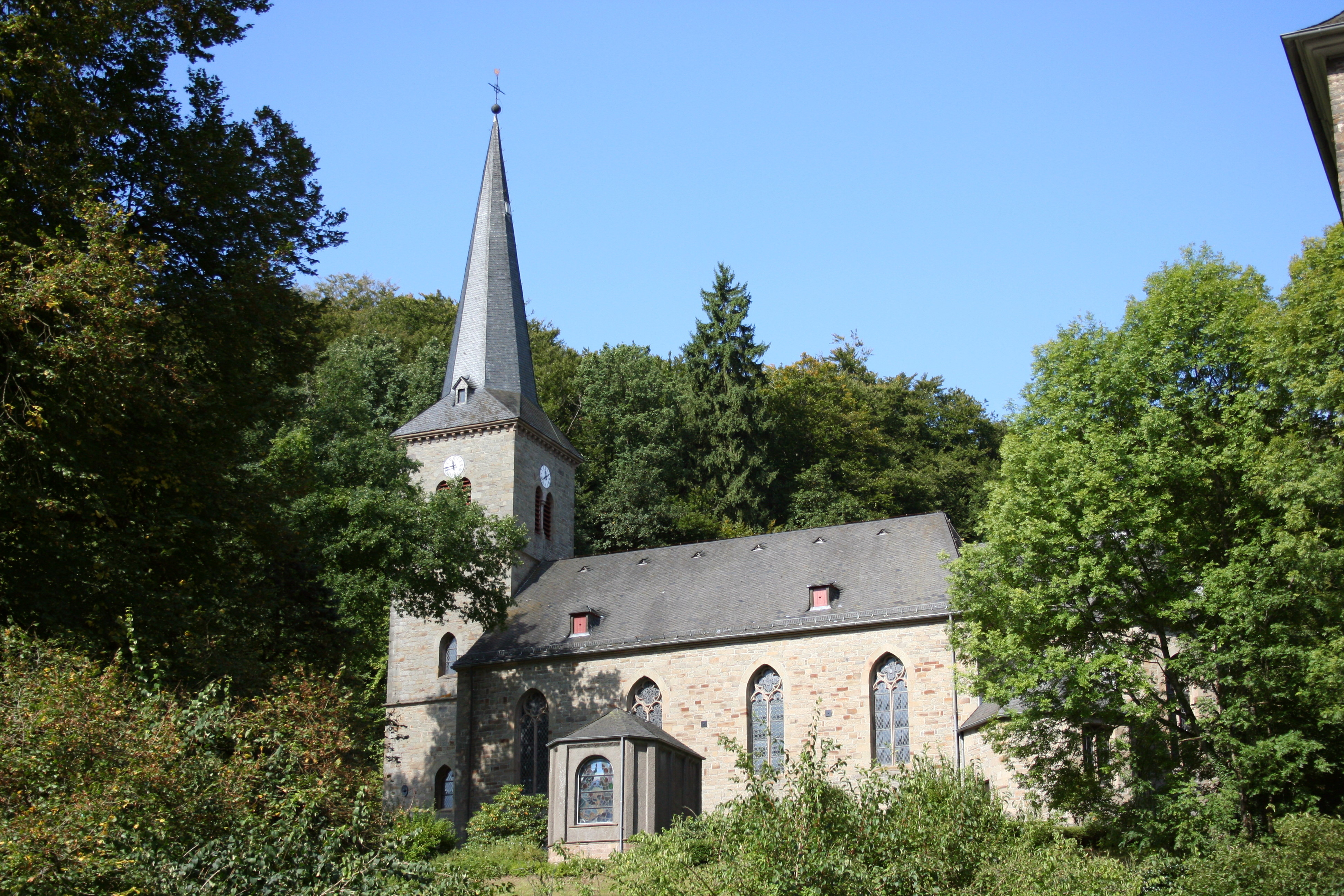
Pfarrkirche St. Johannes Baptist

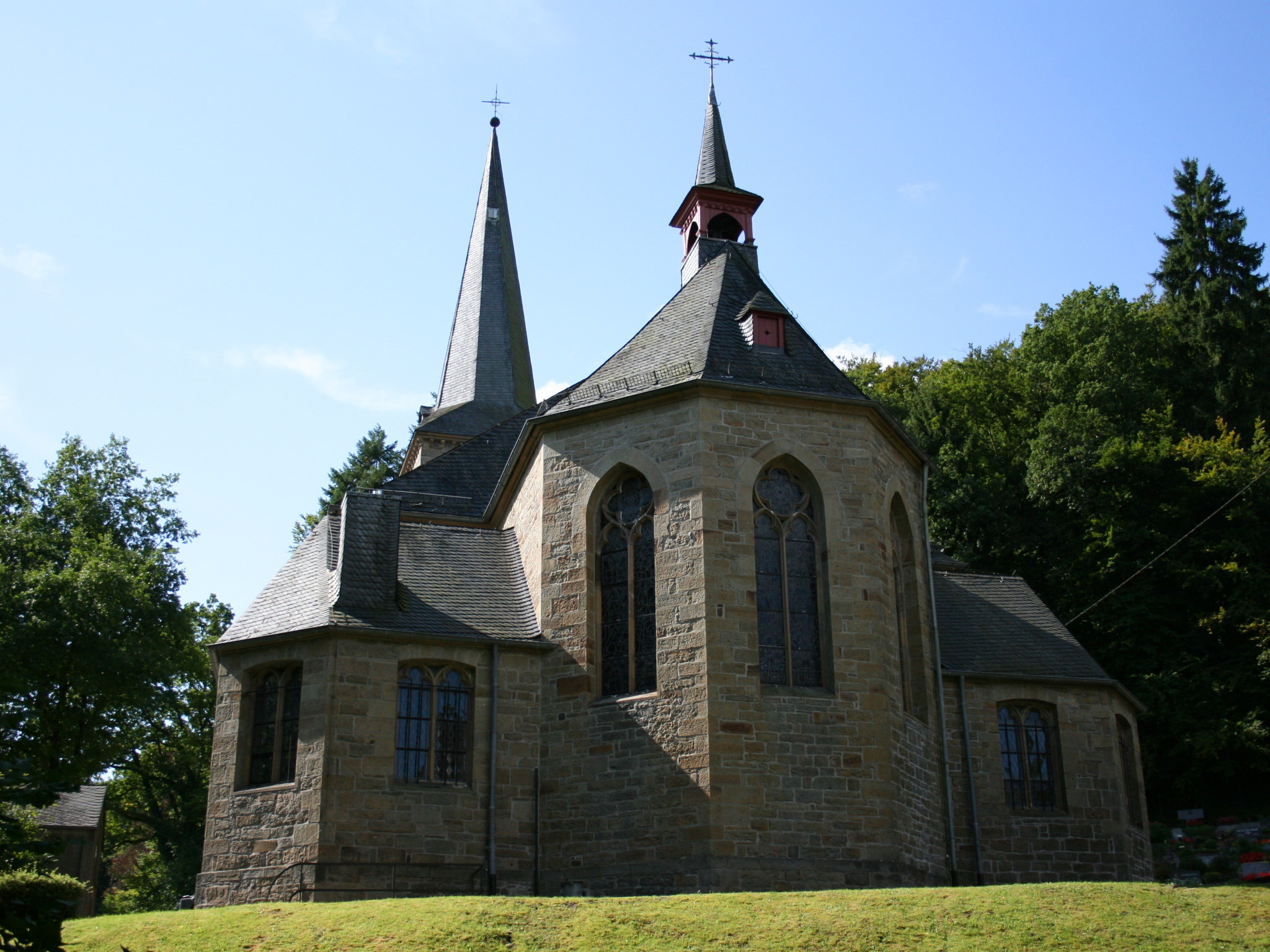
Choransicht

Die katholische Kirche St. Johannes Baptist ist ein denkmalgeschütztes Kirchengebäude in Gimborn, einem Ortsteil von Marienheide im Oberbergischen Kreis (Nordrhein-Westfalen). Sie war bis Ende 2009 Pfarrkirche der Pfarrgemeinde Gimborn/Nochen, die im Januar 2010 in die Pfarrgemeinde Marienheide eingegliedert wurde.

## Geschichte und Architektur

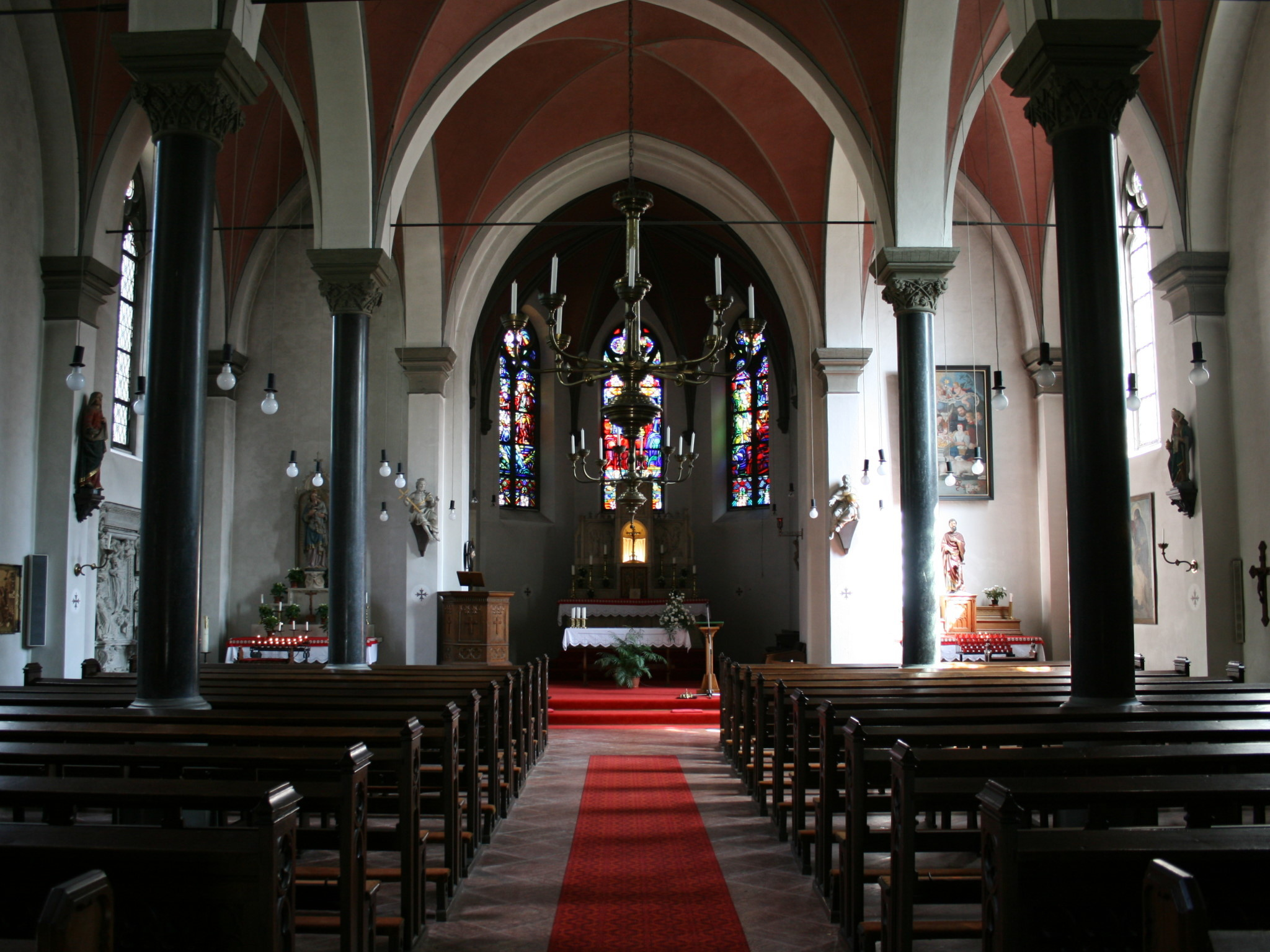
Innenansicht

Der Vorgängerbau war im Kern romanisch und diente gleichzeitig als Schlosskapelle. Er war ein gedrungener Bau mit Westturm. Der Chor und das Langhaus waren gotisch verändert. Nach alten Aufzeichnungen war die Kirche mit fünf Altären und einer Gerkammer ausgestattet. Das Gebäude wurde wohl auch als Wehrkirche genutzt, es war an einen Steilhang gebaut und stand inmitten eines ummauerten Friedhofs. Die Gemeinde wurde 1536 von Gummersbach abgepfarrt.
Die jetzige dreischiffige neugotische Hallenkirche mit nach innen gezogenen Strebepfeilern wurde 1867 nach Plänen von Vincenz Statz aus unverputztem Quadermauerwerk anstelle des Vorgängerbaus errichtet. Gestiftet wurde sie von den Grafen von Stolberg. Das herrschaftliche Oratorium und die Sakristei befinden sich am dreiseitig geschlossenen Chor, der mit einem Dachreiter bekrönt ist. Der dreischiffigen, vierjochig gewölbten Halle ist der Westturm vorgelagert. Im Innenraum ruhen auf schlanken Granitsäulen Kreuzgratgewölbe, der Chor ist rippengewölbt. Das Glasgemälde im Chor stiftete 1917 die Familie von Fürstenberg.

## Ausstattung

### Hochaltar
Der Hochaltar mit einem dreiteiligen Aufsatz wurde um 1867 angefertigt. In ihn ist der Tabernakel integriert. Im oberen Teil sind biblische Szenen zu sehen. Oberhalb des Tabernakels steht eine Kreuzigungsgruppe, sie zeigt Jesus am Kreuz, Frauen sowie Gott den Vater und den Heiligen Geist. Auf der linken Seite ist eine Szene aus dem Lukasevangelium zu sehen, auf der Rechten ist die Taufe Jesu durch Johannes den Täufer dargestellt.

### Zelebrationsaltar und Ambo
Der Zelebrationsaltar wurde der Ausstattung im Dezember 2008 zugefügt. Zuvor wurde ein provisorischer Altar aus Holz benutzt. Der neue Altar stand ursprünglich in der Kirche St. Barbara in Hürth-Gleuel, die 2005 profaniert wurde. Ein weiterer Altar aus der Kirche wurde zum Ambo umgebaut. So bilden Zelebrationsaltar und Ambo eine Einheit.

### Marienaltar
Der linke Seitenaltar zeigt Maria mit dem Kind. Er wurde von Cajus Graf Stolberg zu Stolberg und seiner Frau Marie Sophie Reichsfreiin von Löe, einer Nichte des Grafen Paul von Merveldt, gestiftet. Unter der Marienfigur befindet sich das Allianzwappen der beiden Familien.

### Johannesaltar
Der rechte Seitenaltar wurde 2009 dem hl. Johannes Baptist geweiht. Der Kirchenpatron wird mit erhobenem Zeigefinger in der Gestalt eines Bußpredigers gezeigt. Johannes steht auf einem Aufsatz aus Holz auf dem Steinaltar, in den der Tabernakel integriert ist. Auf der Vorderseite des Altares ist die Opferung Isaaks zu sehen.

### Taufbecken
Das Taufbecken steht neben dem Johannesaltar. Der Sockel ist aus Lindlarer Sandstein gearbeitet. Der Babesterschaft ist mit 1753 bezeichnet. Das Original der Schale war zersprungen und wurde gemäß dem Vorbild ersetzt. Der Deckel wurde im 19. Jahrhundert zugefügt. Der Rand ist mit J.J. Bleissemin, Köln beschriftet. Die achteckige Schale steht für die sieben Tage der Woche und die Auferstehung Jesu.

### Epitaph

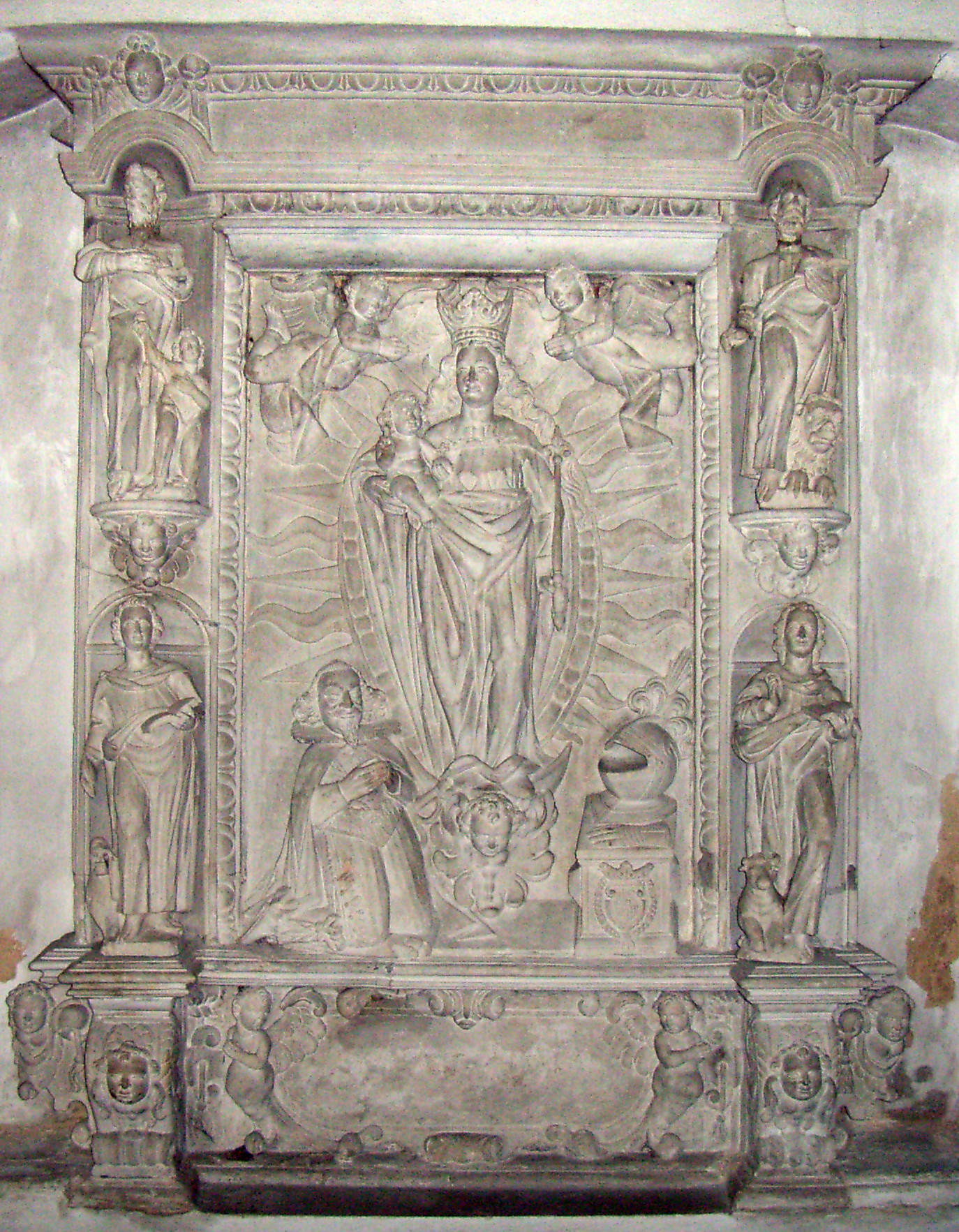
Epitaph

In die innere Seitenwand, links von Marienaltar, ist das Epitaph der Familie von Schwarzenberg eingebaut. Die 230 cm hohe und 186 cm breite Arbeit wurde aus Sandstein gehauen. Zu sehen ist Graf Adam von Schwarzenberg, kniend vor der Muttergottes. Unter dem Helm befindet sich das Wappen der Familie mit dem Michaels-Orden, der 1612 verliehen wurde. Das Epitaph stammt aus der Mitte des 17. Jahrhunderts.

### Kirchenfenster

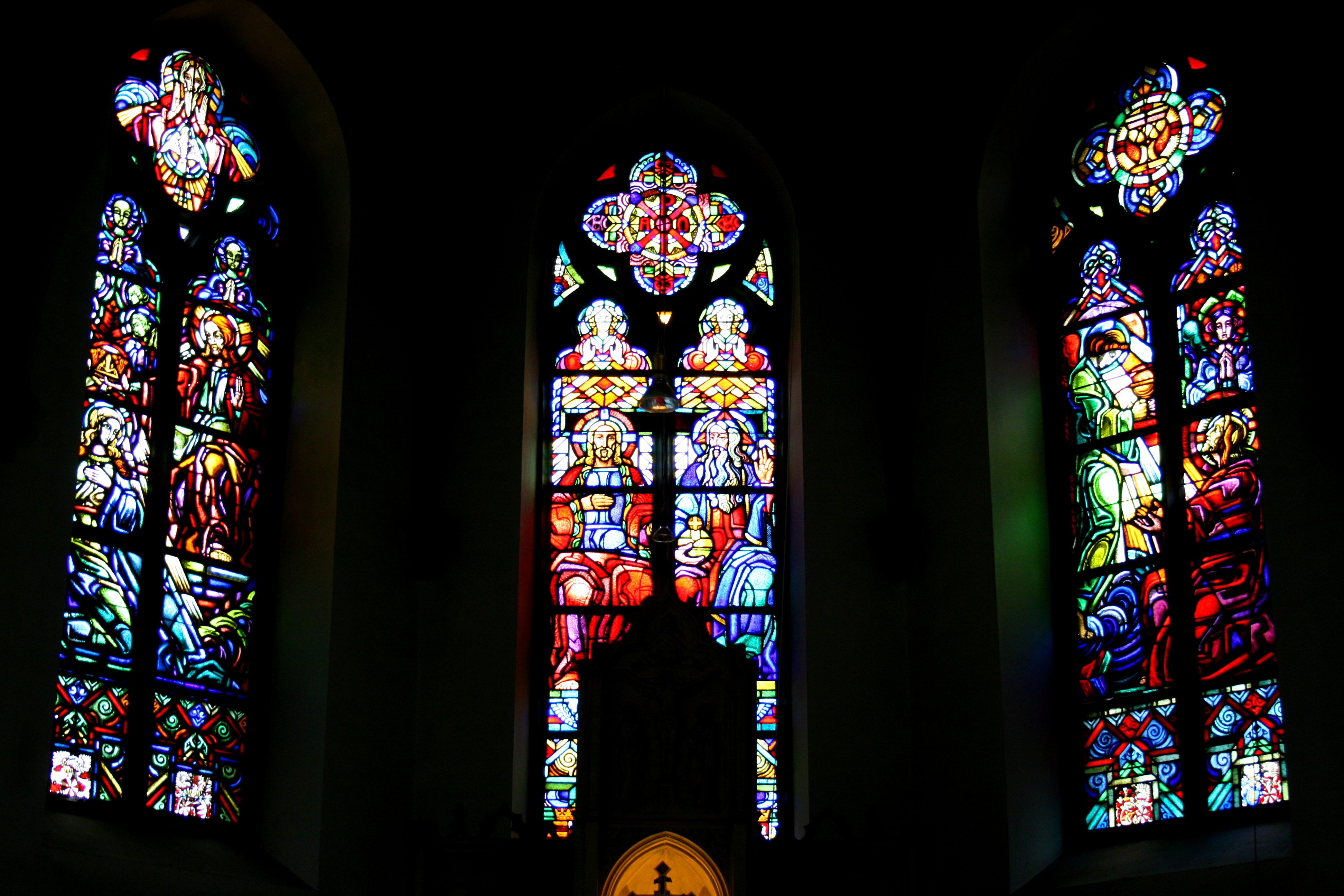
Kirchenfenster

Früher befand sich im Mittelfenster des Chores ein Glasgemälde, es zeigte die hl. Johannes und Maria, darunter die Stifterwappen. Die Wappen des Grafen Alfred Stolberg zu Stolberg und seiner Frau Gräfin von Arc-Zinneberg sind erhalten, sie sind in das Fenster links vom Altar integriert. Auf der rechten Seite ist ein Fenster zum Gedenken an die Gefallenen des Ersten Weltkrieges zu sehen. Es stellt die schmerzhafte Mutter dar. Drei weitere Fenster befinden sich hinter dem Altar. Sie wurden von Wilhelm Remmes und H. Reuter entworfen.

### Figuren

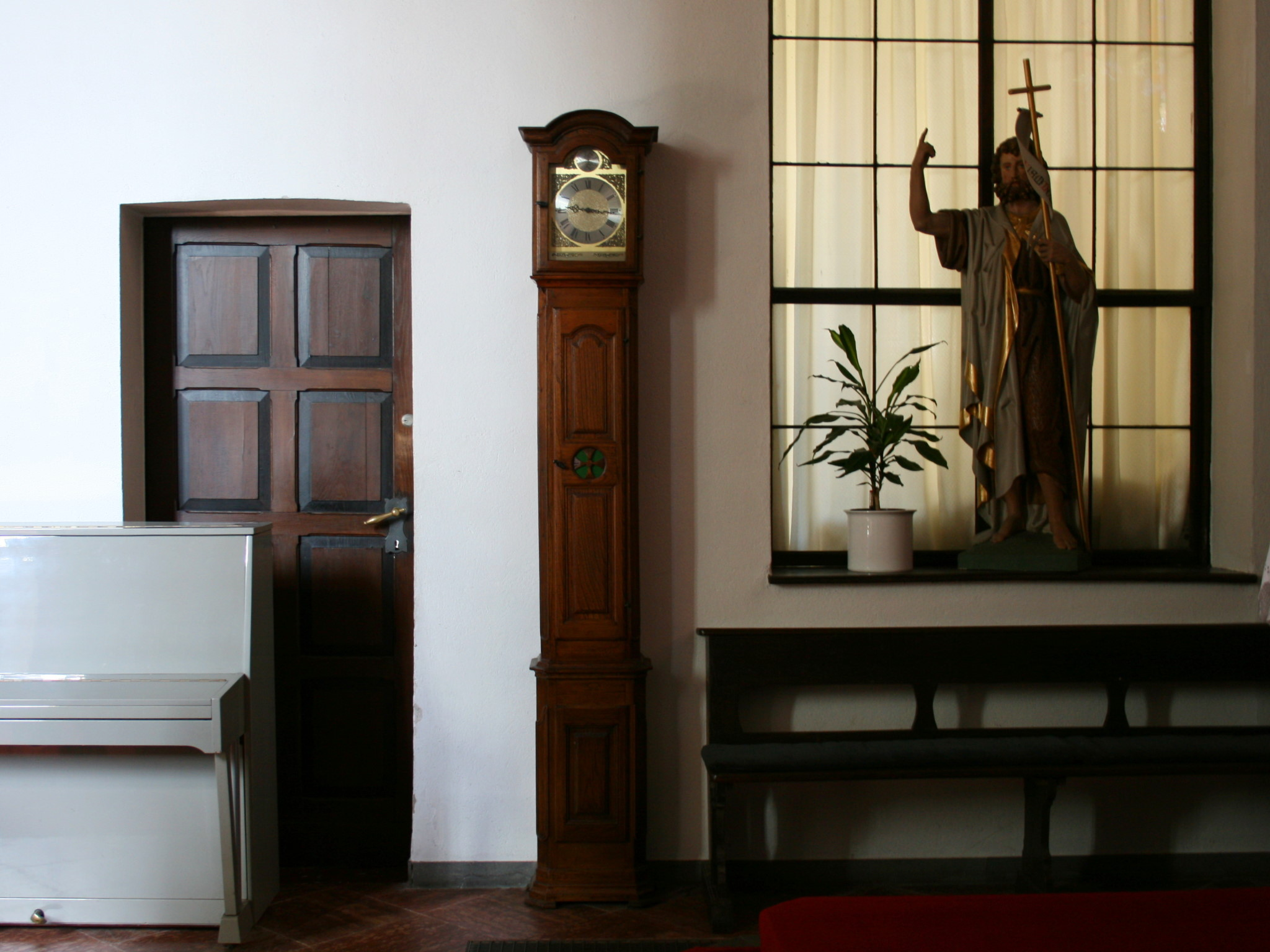
Figur des Hl. Johannes

Die Figur der Maria Salome von Galiläa vom Anfang des 16. Jahrhunderts ist 94 cm hoch. Die niederrheinische vollplastische Figur zeigt eine Frau am Grab des Jesus mit einem Salbengefäß.
Die Holzfigur der hl. Barbara ist 112 cm hoch, sie ist auf das Ende des 18. Jahrhunderts datiert. Die vollplastische Figur ist hinten abgeflacht. In den Händen hält sie einen Kelch mit Hostie und einen Turm mit drei Fenstern.
Eine Eichenholzfigur aus der Zeit um 1490 mit einer Höhe von 88 cm stellt den hl. Antonius Eremit dar. Das Bodenbrett wurde erneuert, der Rücken ist ausgehöhlt.
Die Figur des Johannes Baptist ist aus Holz und 130 cm groß, sie wurde am Ende des 17. Jahrhunderts in Köln geschnitzt. Die vollplastische Figur ist auf der Rückseite ein wenig abgeflacht. Er ist mit einem Fellgewand, einem Kreuzband und einem Lamm an seiner Seite dargestellt. Auf dem Spruchband ist zu lesen Ecce Agnus Dei (siehe, das Lamm Gottes).
Die Figuren von Gott dem Vater und Gott Sohn stehen rechts und links vom Hochaltar. Sie stammen von einem verschollenen Dreifaltigkeitsaltar. Die vollplastischen Figuren haben eine Höhe von 95 cm, sie wurden im 18. Jahrhundert angefertigt.

### Johannesschüssel

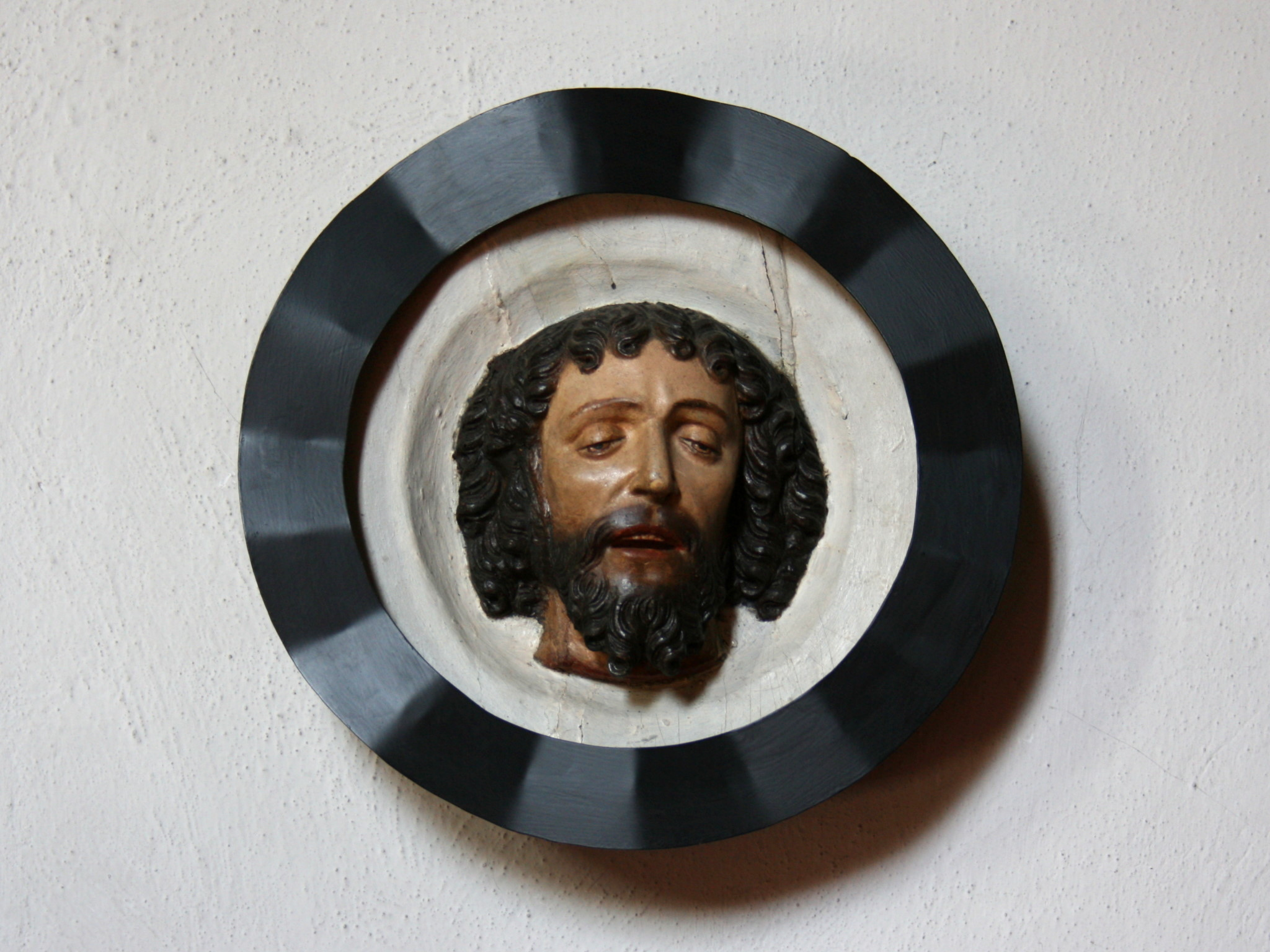
Johannesschüssel

Die Johannesschüssel ist aus Holz gearbeitet, sie hat eine Höhe von 94 cm und stammt vom Anfang des 16. Jahrhunderts. Früher hing sie in der Sakristei, derzeit befindet sie sich rechts vom Altar.

### Orgel

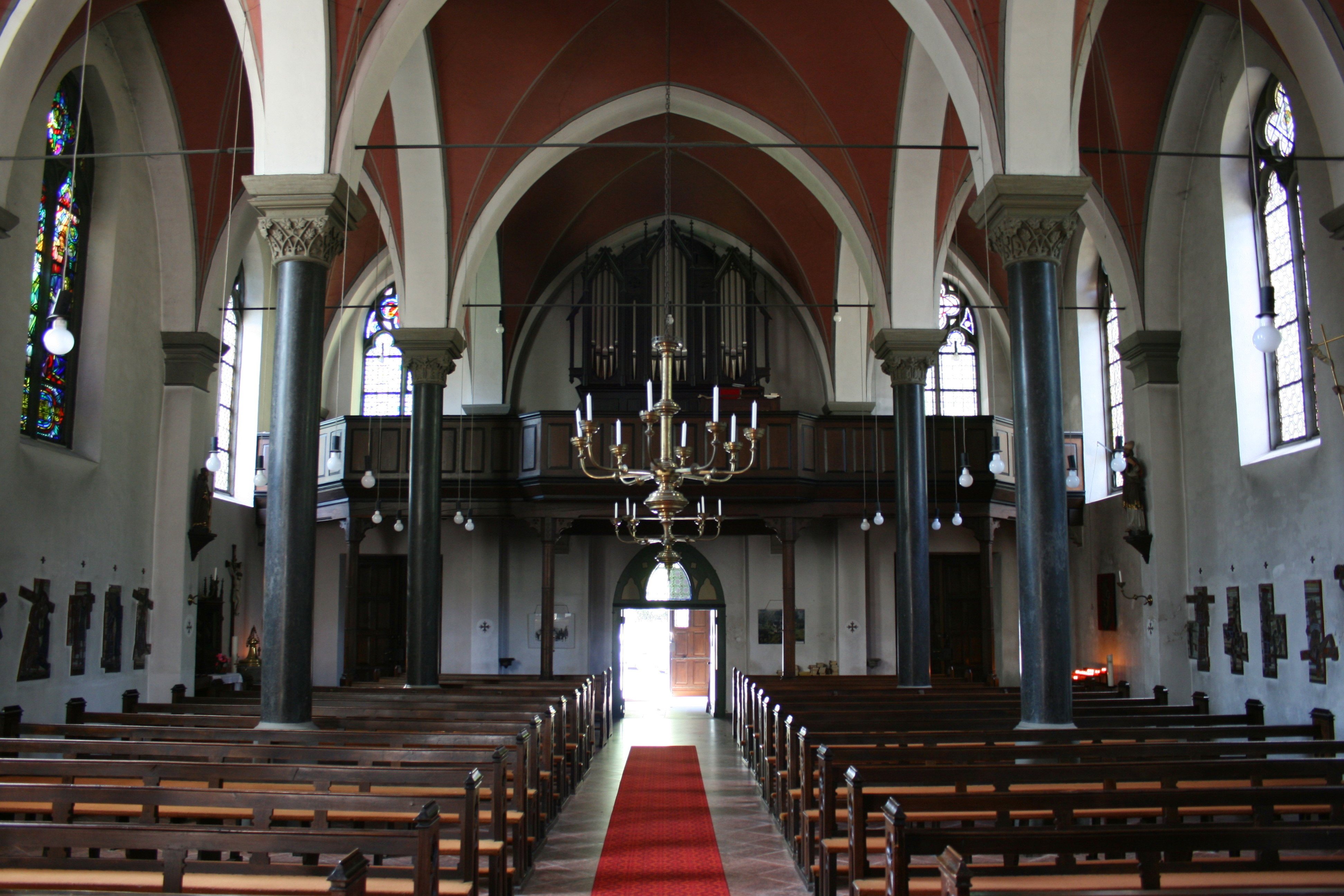
Blick zur Orgel

Die Orgel wurde 1897 von der Orgelbaufirma A. Sauermann aus Frielingsdorf eingebaut. Das Instrument mit Kegelladen ist mit zwölf Registern ausgestattet. Von Sauermann stammt wohl auch das neugotische Gehäuse. Nach mehrmaligen erfolglosen Reparaturversuchen baute die Firma Klais die Orgel um. Der Spieltisch wurde freigestellt. Nach größeren Schäden wurde das Instrument 1986 generalüberholt, und zuletzt 2018 von der Firma Klais (Bonn) restauriert. Das Instrument hat zwölf Register auf zwei Manualwerken und Pedal und pneumatische Trakturen.
| I Hauptwerk C–f3 |                |     |
| 1.               | Bordun         | 16′ |
| 2.               | Principal      | 08′ |
| 3.               | Gamba          | 08′ |
| 4.               | Octave         | 04′ |
| 5.               | Octave         | 02′ |
| 6.               | Sesquialter II |     |

| II Nebenwerk C–f3 |                 |     |
| 07.               | Gedeckt         | 08′ |
| 08.               | Salicional      | 08′ |
| 09.               | Flauto traverso | 04′ |
| 10.               | Trompete        | 08′ |

| Pedalwerk C–d1 |             |     |
| 11.            | Subbass     | 16′ |
| 12.            | Violoncello | 08′ |

- Koppeln: II/I (auch als Sub- und Superoctavkoppeln) I/P, II/P
- Spielhilfen: Feste Kombination Tutti, Rohrwerkeabsteller

## Glocken
Im Turm von St. Johannes Baptist hängt ein dreistimmiges Geläut mit zwei mittelalterlichen Glocken.
Die älteste Glocke ist die Marienglocke. Sie hat einen Durchmesser von 66 cm und ist etwa 700 kg schwer. Gegossen wurde sie um 1320 (möglicherweise auch schon vorher). Die Inschrift ist in Unzialmajuskeln. Die Glocke wurde in einer Übergangsrippe von Zuckerhut zur Gotischen Dreiklangrippe gegossen und ist mit Siegeln verziert.
Zweitälteste Glocke ist die Johannesglocke. Sie hat einen Durchmesser von 91 cm und ein Gewicht von 550 kg. Die Glocke ist auf den Ton b gestimmt. Geweiht ist sie den vier Evangelisten. Gegossen wurde sie am 7. September 1346 von Johann von Treveres. Die Inschrift am Hals in gotischen Minuskeln ist von aufgelegten Schnüren eingefasst. Diese Glocke gilt als ältestes Beispiel einer Glocke mit gotischen Minuskeln im Bergischen Land.
Die Elisabethglocke mit einem Durchmesser von 99 cm ist 650 kg schwer, sie ist auf den Ton g gestimmt. Sie wurde 1824 von Georg Claren aus Sieglar gegossen, verziert mit dem Wappen des damaligen Patrons und Schlossbesitzers Paul von Merveldt.
Die Glocke im Dachreiter hat einen Durchmesser von 30 cm, sie ist 25 kg schwer. Gegossen wurde sie 1951 von A. Junker aus Brilon. Sie trägt das Wappen der Stifterfamilie von Failly-Goldstein.

## Turmuhr
Die Turmuhr mit ihren drei Zifferblättern stammt aus dem Jahre 1912. Seit April 2009 werden die Uhr und die Glocken über eine Funkuhr gesteuert.